# Ricardo Serrão Santos
Ricardo da Piedade Abreu Serrão Santos (ur. 11 października 1954 w Portalegre) – portugalski biolog i wykładowca akademicki, prorektor Uniwersytetu Azorów, deputowany do Parlamentu Europejskiego VIII kadencji, od 2019 do 2022 minister.

## Życiorys
W 1979 uzyskał licencjat w instytucie psychologii ISPA w Lizbonie, a w 1984 magisterium na Uniwersytecie Azorów. Kształcił się następnie na University of Liverpool, zaś w 1993 na Uniwersytecie Azorów uzyskał doktorat w zakresie biologii. Zawodowo związany z tą uczelnią. W latach 1989–1991 był jednym z dyrektorów wydziału oceanografii i rybołówstwa, od 1997 do 2001 kierował tym wydziałem. W 1993 wszedł w skład zarządu instytutu badań morskich IMAR, w 1997 został wiceprezesem, a w 2006 objął stanowisko prezesa tej instytucji. W 2003 został również prorektorem Uniwersytetu Azorów.
Specjalizuje się w zagadnieniach łączących etiologię i ekologię. Powoływany w skład organów i rad doradczych różnych krajowych i międzynarodowych instytucji naukowych, pełnił też funkcję eksperta w portugalskich ministerstwach i w rządzie regionalnym.
W 2014 został kandydatem Partii Socjalistycznej w wyborach europejskich, uzyskując mandat eurodeputowanego VIII kadencji, który wykonywał do 2019. W październiku tegoż roku objął urząd ministra do spraw morskich w drugim rządzie Antónia Costy dotychczasowego premiera. Funkcję tę pełnił do marca 2022.